# Kenji Kitahara
Kenji Kitahara (北原 健二 Kitahara Kenji?), född 10 maj 1976 i Nagano prefektur, är en japansk före detta fotbollsspelare.
Kitahara började sin karriär 1999 i Omiya Ardija. 2000 flyttade han till Mito HollyHock. Efter Mito HollyHock spelade han för Gunma FC Horikoshi. Han avslutade karriären 2004.